# California Zephyr
California Zephyr er en 3.924 kilometer lang Amtrak-passagertogsstrækning fra midtvesten til det vestlige USA, som tager lidt under 52 timer at gennemkøre i sin helhed. Strækningen, der begynder i Chicago (Illionois) og slutter i Emeryville (ved Oakland og San Francisco i Californien) i vest, løber gennem delstaterne Illinois, Iowa, Nebraska, Colorado, Utah, Nevada og Californien. Det er en af Amtraks længste og mest naturskønne jernbanestrækninger, hvor man oplever både den øvre del af Coloradoflodens dal i Rocky Mountains og Sierra Nevada. Strækningen betjenes af seks togsæt, der hver især består af siddevogne, sovevogne, spisevogn og udsigtsvogn.
Før dannelsen af Amtrak, var California Zephyr (også kaldet CZ og Silver Lady) et passagertog, som i fællesskab blev kørt af Chicago, Burlington and Quincy Railroad (CB&Q), Denver and Rio Grande Western Railroad (D&RGW) og Western Pacific Railroad (WP). Toget blev navngivet af de tre selskaber den 19. marts 1949, med første afgang den følgende dag. Afgangstiden er den gang som nu køreplanssat således, at toget kører gennem det mest storslåede landskab i dagtimerne.
Den oprindelige California Zephyr ophørte i 1970, men D&RGW fortsatte indtil 1983 med sit eget passagertog, kaldet Rio Grande Zephyr, mellem Salt Lake City og Denver, med brug af deres oprindelige materiel. Siden 1983 har navnet California Zephyr været anvendt om Amtraks tog, som har en daglig afgang i hver retning. Strækningen er en hybrid mellem California Zephyr's oprindelige samt den tidligere rivals, City of San Francisco. En anden tidligere rival var San Francisco Chief.
En lille notits i juli 2010-udgaven af magasinet Trains, angiver på side 20 forbedringsplaner; blandt andre en sekundær strækning, som den nedlagte Desert Wind anvendte. Følgende oplyses om California Zephyrs strækning: Mulig Desert Wind-udvidelse mellem Salt Lake City og Los Angeles via Las Vegas, Nevada, samt muligvis en opgradering af materiallet svarende til Empire Builder, måske uafhængigt af hvorvidt den første ændring gennemføres eller ej.
I regnskabsåret 2010 transporterede California Zephyr i alt 377.876 passagerer, en stigning på 9,4 procent i forhold til det foregående regnskabsårs 345.558 passengerer. Strækningen omsatte for 43.754.763 dollar i regnskabsåret 2010, en stigning på 13,1 procent i forhold til det foregående regnskabsårs 38.679.674 dollar.

## Det oprindeligeCalifornia Zephyr
Ved etableringen kørte tre selskaber i fællesskab toget. CB&Q kørte mellem Chicago og Denver (Colorado), D&RGW mellem Denver og Salt Lake City (Utah) og WP mellem Salt Lake City og Oakland (Californien).
Det første tog blev navngivet i San Francisco af skuespilleren Eleanor Parker, mens Californiens viceguvernør Goodwin Knight, borgmester i San Francisco Elmer Robinson og administrerende direktør for WP Harry A. Mitchell så til. På den første afgang fik alle kvindelige passagerer en corsage (minibuket) af sølv- og orangefarvede orkideer, som i dagens anledning var blevet transporteret med fly fra Hilo (Hawaii). De kvindelige værtinder på toget var kendt som "Zephyrettes".
Toget tilbagelagde sin 4.064 kilometer lange strækning på 2½ døgn.

### Materiel
Passagervognene, som blev taget i brug i 1949, var som følger:
- Bagagevogn
- Vista-Dome-siddevogn (kvinder og børns vogn)
- Vista-Dome-siddevogn (konduktørens vogn)
- Vista-Dome-siddevogn
- Vista-Dome-buffet og -udsigtsvogn
- Sovevogn (10 småkupeer og 6 dobbelte soveværelser)
- Sovevogn (10 småkupeer og 6 dobbelte soveværelser)
- Spisevogn (48 pladser)
- Sovevogn (16 sektioner)
- Sovevogn (10 småkupeer og 6 dobbelte soveværelser); denne vogn blev videreført til/fra New York City
- Vista-Dome-buffet og -udsigtsvogn (en dagligstue og tre dobbelte soveværelser)

Den forreste del af den første Vista-Dome-vogn var forbeholdt kvinder og børn, og var adskilt fra resten af vognen af en dør og en skillevæg i korridoren under kupplen, lige bag kvinderens toilet. Ganske tidligt blev det reserverede afsnit dog åbnet for alle passagerer, mens døren og skillevæggen blev fjernet. Som det var tilfældet med kørslen af toget, var også ejerskabet af vognene fordelt mellem de tre jernbaneselskaber, næsten ligeligt fordelt på tværs af alle former for vogne. Hver vogn var ejet af et enkelt jernbaneselskab, men det var det tilgængelige materiel på en given dag ved endestationerne, som afgjorde hvilke vogne, der kom med i en afgang.
Normalt placeret som den anden Vista-Dome-siddevogn, var den såkaldte "konduktørens vogn". Den var udformet som de øvrige vogne, bortset fra, at der i den ene ende var et lille rum med en bænk og et bord, som konduktøren kunne anvende.
I 1952 blev der tilføjet yderligere en Pullman-sovevogn (med 6 dobbelte soveværelser og 5 kupeer). I forbindelse med de nye vogne, som blev leveret samme år, blev vogne som ankom til Chicago med California Zephyr gjort tilgængelige for Ak-Sar-Ben Zephyr, et returnattog til Lincoln, Nebraska. Når vognene vendte tilbage til Chicago fra Lincoln den følgende dag, blev de koblet på det vestvendte California Zephyrs togsæt, der havde afgang samme eftermiddag.

### Zephyrettes
California Zephyr blev markedsført (særligt til familier) som "... en ferie i sig selv." Togværtinderne, der ikke var en nyskabelse i slutningen af 1940'erne, fik dog en forhøjet status på California Zephyr som "zephyrettes". Zephyretterne fungerede som sociale værtinder, rejseledere, babysittere og sygeplejersker – kort sagt opfyldte de enhver rolle, der var påkrævet for at give passagererne en mindeværdig rejse. Omkring tolv kvinder var udvalgt til denne funktion på California Zephyr. I 1983 genoplivede Amtrak California Zephyr og inviterede en af de oprindelige zephyrettes til at være værtinde på den første tur.

## Amtrak-perioden
Da antallet af passagerer faldt i løbet af 1960'erne, bad Western Pacific gentagne gange uden held,
ICC, som blandt andet regulerede togkørslen, om at droppe den del af toget, som kørte vest for Salt Lake City. Den 13. februar 1970 meddelte ICC, at "kørsel af toget [på Western Pacifics jernbane] ikke længere var et krav". Det sidste tog afgik fra Oakland, Californien, den 20. marts 1970, og ankom til Chicago, Illinois, den 22. marts 1970. California Zephyr havde været aktiv i 21 år og to dage. Øst for Salt Lake City blev togets køreplan reduceret fra en daglig afgang til tre gange om ugen, under navnet California Service på Burlingtons jernbane og som Rio Grande Zephyr på Rio Grandes jernbane. Rio Grandes del af toget blev forlænget forbi Salt Lake City til Ogden, Utah, hvilket gjorde det muligt for passagerer fra Nevada og Californien, at fortsætte på Southern Pacific Railroads City of San Francisco. Denne forbindelse bestod indtil Amtrak blev oprettet den 1. maj 1971.
Med oprettelse af Amtrak i 1971, begyndte de at køre toget San Francisco Zephyr på Chicago, Burlington og Quincys strækning til Denver, på Union Pacifics Overland Route gennem Wyoming i stedet for Colorado og dernæst på Southern Pacifics strækning vest for Ogden. Rio Grande Zephyr fortsatte som en alternativ strækning mellem Denver og Ogden. I 1983 besluttede Rio Grande-selskabet at blive en del af Amtrak.
I juli 1983 indstillede Amtrak sin San Francisco Zephyr til fordel for en ny California Zephyr på CB&Q's og Rio Grandes dele af den oprindelige strækning. Siden den gang, har toget kørt på den hybride rute vest for Salt Lake City mellem den strækning, som den oprindelige California Zephyr og den forhenværende City of San Francisco anvendte. Toget kører på det forhenværende Western Pacifics Central Corridor-bane indtil det centrale Nevada, hvor det skifter til Overland Route, når toget nærmer sig Winnemucca.

## Strækningsbeskrivelse
Idet man forlader Chicagos Union Station, får man et glimt af Willis Tower i det fjerne, mens toget kører gennem industriområder og beboelseskvarerer. Chicagos forstæder er omfattende og tilbagelægges i løbet af den første times rejse, med et ophold i Naperville, Illinois.
I retning mod vest fra Chicago, ses mange småbyer langs jernbanen, på vej over Great Plains mod Denver i Colorado. Jernbanebroen over Mississippifloden giver udsyn til Burlington, Iowa og markerer grænsen mellem delstaterne Illinois og Iowa.
I Denver forlader California Zephyr jernbanen ejet af BNSF Railway. Fra Denver og vestover, kører toget på Union Pacific Railroads Central Corridor-bane. Naturen ændrer sig dramatisk, når man forlader Denver, hvor toget begynder turen op i Rocky Mountains. Efter at have krydset Continental Divide via Moffat Tunnel, følger jernbanen Colorado River i flere timer. Passagererne oplever skiftet fra en smal, brusende flod (populær hos raftere, der har tradition for at moone de forbikørende tog) til en meget bredere vandvej forbi Glenwood Canyon og Grand Junction. Slutteligt forlader toget den nu meget større Colorado River, efter at have kørt ud af Ruby Canyon, som også er stedet hvor toget kører ind i delstaten Utah.
I Utah følger toget den sydlige kant af Book Cliffs-bjergene indtil deres ophør tæt på Helper. Toget krydser dernæst Wasatch Mountains, med Soldier Summit som det højeste punkt. Efter at have krydset Wasatch ankommer toget til byområdet Wasatch Front, hvor de fleste af Utahs indbyggere bor.
Ved ankomsten til Salt Lake City følger toget løseligt hovedvejen Interstate 80 indtil ankomsten i Californien. Både vejen og jernbanen løber langs Great Salt Lakes sydlige bred og over Bonneville Salt Flats mod Nevada.
Humboldt River leverer ruten over det meste af Nevada. Men før toget når frem til Humbolt River, krydser det to bjergkæder, i en tunnel under Pequop Mountains. Jernbanen krydser midten af dalørkenen Forty Mile Desert, på hvis anden side Truckee River sørger for togets rute til Reno og op i Sierra Nevada i Californien.
I Californien bestiger toget Sierra Nevada ved Donner Pass og kører ned langs en højtliggende højderyg mellem American River og Yuba River. Til sidst når California Zephyr lavlandsområderne i California Central Valley. Rejsen slutter i Emeryville, en forstad til Oakland, tæt på San Francisco. I Emeryville forbinder den gratis Emery Go Round-bus passagererne med Bay Area Rapid Transit-transportsystemet (BART), alternativt er der en gennemkørende bus, som kører til San Franciscos centrum (med udsigt over byen undervejs).
Den oprindelige California Zephyr anvendte Feather River Route som sin rute gennem Sierra Nevada. Jernbanen anvendes stadig af godstog; men alle der nu ønsker at se denne del af den oprindelige strækning, er nødt til at anvende Californiens State Route 70, der løber parallelt med Western Pacifics gamle jernbane.

## Bevaret materiel
Budd Companys vogne til California Zephyr er populære blandt private ejere. Flere tidligere California Zephyr-vogne anvendes nu i privat udlejning hos Amtrak, herunder kuppeludsigtsvognen "Silver Solarium", kuppelsiddevognen "Silver Lariat", sovevognene "Silver Rapids" og "Silver Quail" samt en kuppellounge nu kendt som "Sierra Hotel".
Seks museer har i øjeblikket materiel, der en gang har været anvendt i California Zephyr. Illinois Railway Museum ejer flere Burlington-lokomotiver, som af og til blev anvendt til at trække toget. Colorado Railroad Museum har to Rio Grande-lokomotiver, som også trak California Zephyr og siden Rio Grande Zephyr.
Gold Coast Railroad Museum i Florida ejer to af Western Pacific Railroads tidligere California Zephyr-vogne: bagagevognen "Silver Stag" og kuppeludsigtsvognen "Silver Crescent".
Avon Park Depot Museum i Florida ejer også to af Western Pacific Railroads tidligere California Zephyr-vogne: "Silver Palm", der oprindelig var en sovevogn og som nu er en buffetspisevogn, som museet anvender til middagsselskaber. Vognen blev ændret til en buffetvogn af Auto-Train, da de købte den.
Austin Steam Train Association, som står for Austin & Texas Central Railroad i Hill Country mellem Cedar Park og Burnet, har restaureret California Zephyrs "Silver Pine"-vogn. Den var oprindelig en sovevogn med 16 kupeer, fremstillet i 1948 af Budd Company. Vognen tages i brug i 2011, for første gang siden dens Denver & Rio Grande Western-dage.
Den storste samling bevaret materiel findes i Portola, Californien på Western Pacific Railroad Museum. Et lokomotiv og fire vogne indgår i museets Zephyr-retaureringsprojekt. Western Pacific 805-A er et af de sidste intakte lokomotiver, bygget til California Zephyr. Vognene er kuppelloungen "Silver Hostel", kuppelsiddevognene "Silver Lodge" og "Silver Rifle" (langtidsudlånt fra Golden Gate Railroad Museum) og "Silver Plate", som er den sidste intakte spisevogn.

## Kopi
Der er en ikke-kørende kopi af California Zephyr i forlystelsesparken Disney's California Adventure.